# 信号山

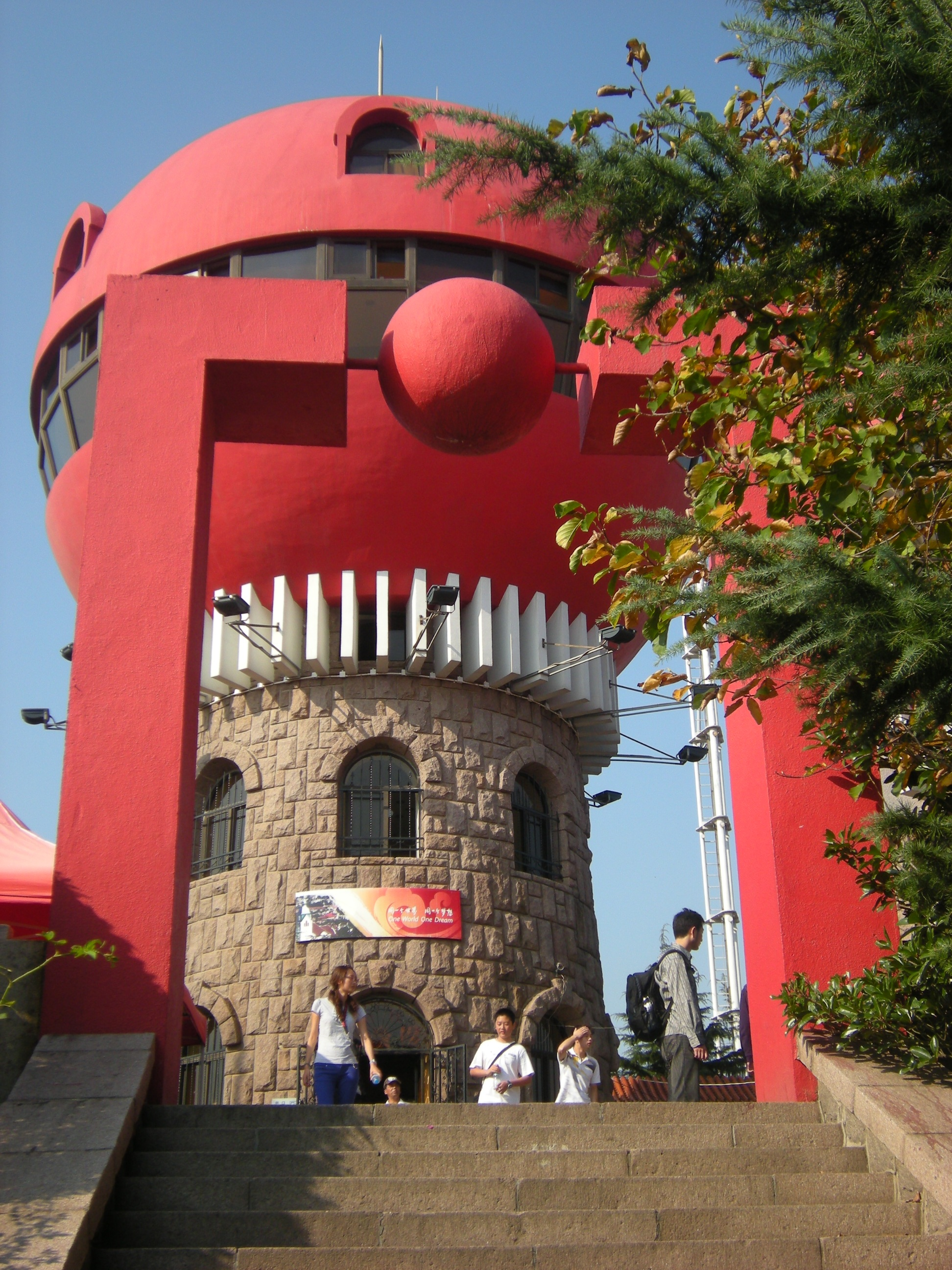
信号山顶建筑

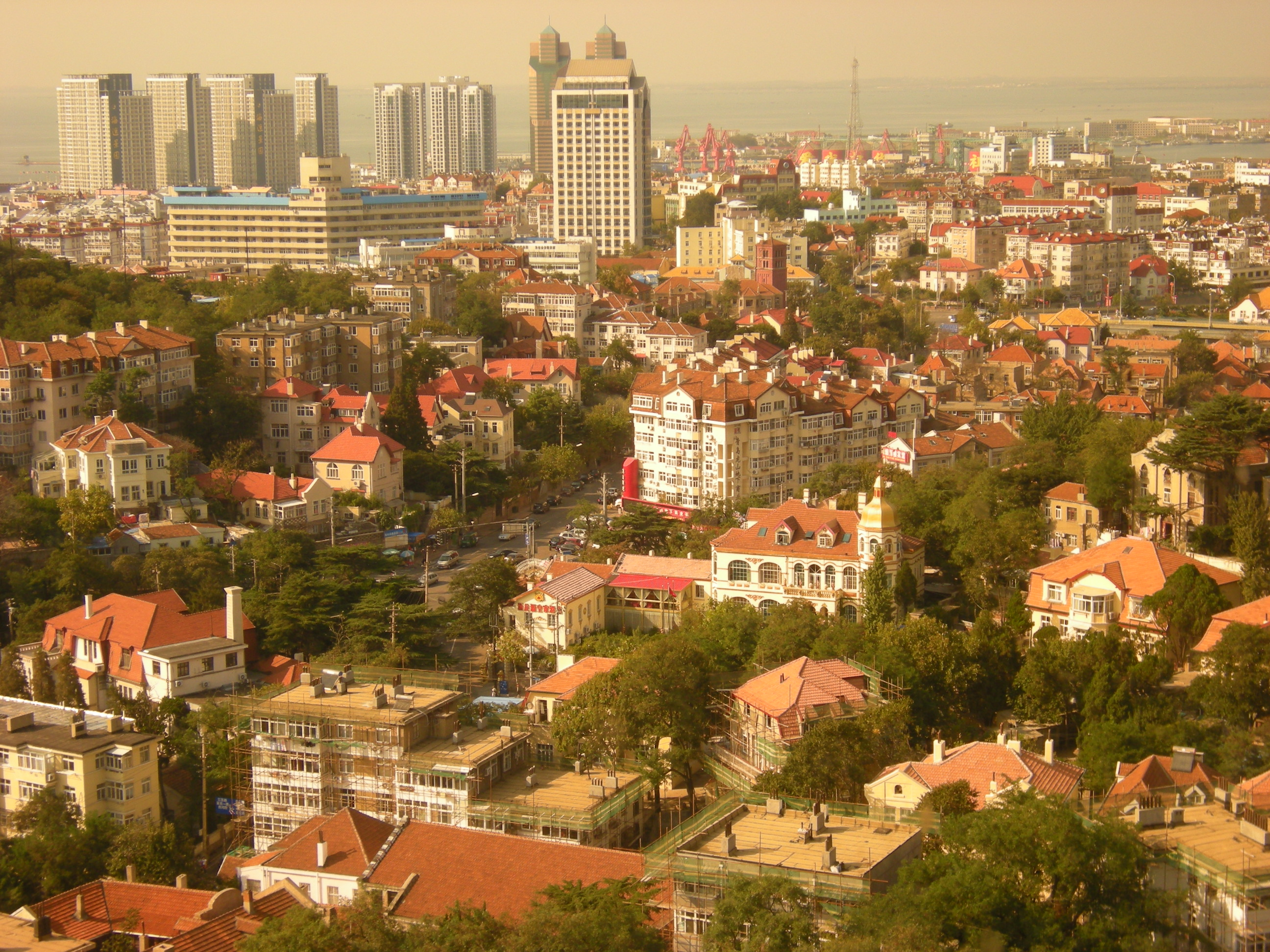
信号山顶俯瞰青岛市

信号山是中国山东省青岛市的一座山头公园，正门设在龙山路17号。海拔98米，1984年开辟为公园，山顶修建3幢红色的蘑菇楼，1989年建6层旋转观景楼，为登高观赏青岛建筑及海景的佳处。
信号山原名“龙山”（俗称“大石头山”），德国租借时期以舰队司令命名为迪德里希斯山 (德語：Diederichs-Berg)，又名信号山 (德語：Signal-Berg)，日本占领时期更名为，1922年，中国政府接收青岛后，定名为信号山。